# M0n0wall

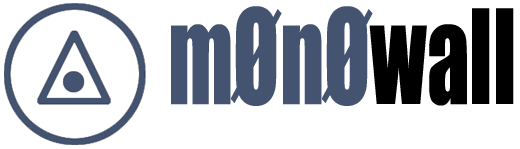
m0n0wall logo

m0n0wall este un sistem de operare liber Unix-like bazat pe FreeBSD, având software pentru firewall inclus. Acest OS are o imagine de instalare redusă, și poate fi instalat de pe o memorie Flash, drive USB, de pe CD sau de pe hard disk.  Distribuția rulează pe un numar larg de platforme și calculatoare personale. 
m0n0wall poate fi configurat de pe internet, și folosește exclusiv PHP pentru interața grafică și inițialiyarea sistemului.  Totodată, are un singur fișier de configurare, scris în XML.

## Folosirea în produse comerciale
m0n0wall este folosit în cateva platforme comerciale, inclusiv Netgate Arhivat în 30 septembrie 2007, la Wayback Machine. și Logic Supply Arhivat în 29 aprilie 2007, la Wayback Machine..

## Versiuni derivate
- pfSense - pornește de la m0n0wall și adaugă plugin-uri ca ntop, nmap, pure-ftpd.
- FreeNAS - Distribuție pentru server NAS utilizând  FreeBSD 6 cu interfața grafică a m0n0wall.
- AskoziaPBX - Sistem de operare pentru echipamentele de telefonie PBX, incluyzând mesagerie telefonică.